# Iza Ordżonikidze
Iza Ordżonikidze (gruz. იზა ორჯონიკიძე ur. 21 listopada 1938 w Tbilisi, zm. 9 lutego 2010 tamże) – gruzińska poetka i literaturoznawca. W latach 1992–1995 była posłem do parlamentu Gruzji.

## Życiorys
Studiowała na Wydziale Orientalistycznym Uniwersytetu w Tbilisi. Ukończyła w 1965 roku filologię rosyjską na Moskiewskim Uniwersytecie Państwowym. Pracowała jako redaktorka w takich wydawnictwach jak: Sowieckaja Gruzija, Merani czy Nakaduli. W latach 1976–1982, 1989–1990 i 1991–2010 pełniła funkcje dyrektora Państwowego Muzeum Literatury Gruzińskiej im. Georgi Leonidze. W 1989 roku była członkiem specjalnej komisji badającej działania wojsk radzieckich przeciwko niepodległościowym demonstracjom w Gruzji w dniu 9 kwietnia 1989 roku. Po odzyskaniu przez Gruzję niepodległości została wybrana do parlamentu z okręgu Saburtalo w Tbilisi i była posłem w latach 1992–1995. Pochowana w panteonie pisarzy i osób publicznych Didube.

## Nagrody
- 2009: Nagroda Państwowa Szota Rustaweliego[4]
- 1999: Honorowy obywatel Tbilisi[5]
- 1998: Order Honoru[4]

## Twórczość
Pierwszy tomik wierszy opublikowała w 1968 roku. Wydała 15 tomików wierszy oraz liczne przekłady wierszy z greckiego i rosyjskiego na język gruziński. Tłumaczyła poezję Anny Achmatowej, a z języka greckiego Małą Antologię XX wieku.